# Gyele (langue)
Le gyele (ou babinga, bagiele, bagyele, bajele, bajeli, bako, bakola, bakuele, bekoe, bogyel, bogyeli, bondjiel, giele, gieli, gyeli, likoya) est une langue bantoïde méridionale du groupe makaa-njem, parlée principalement au Cameroun dans la région du Sud, le département de l'Océan, dans les arrondissements de Bipindi, Campo, Kribi et Lolodorf, dans les zones forestières entre le Nyong et le Ntem, particulièrement près du Parc national de Campo-Ma’an, également dans la région du Centre et le département du Nyong-et-Kéllé. On trouve aussi quelques locuteurs en Guinée équatoriale.
Avec un nombre total de locuteurs estimé à 4 279, dont 4 250 au Cameroun (2012), c'est une langue en danger (statut 6b).